# Pero Marijanović
Pero Marijanović (Hodovo, 27. studenoga 1950. – 23. travnja 2010.), redoviti profesor Građevinskog fakulteta Sveučilišta u Mostaru i Veleučilišta u Varaždinu, arheolog, geolog, informatičar, erudit, hrvatski kulturni djelatnik iz BiH. Napisao je sto i pedeset znanstvenih radova te pokrenuo projekt Donja Hercegovina koji je naišao i na potporu hrvatske Vlade.
Obnašao je dužnost glavnog i odgovornog urednika godišnjaka Matice hrvatske u Stocu.
Preminuo je 23. travnja, a pokopan je 25. travnja na počivalištu Ljucima kod Stoca. Ukopnu je misu vodio biskup Ratko Perić. 
Dana 5. svibnja 2011. na Građevinskom fakultetu u Mostaru održan je Znanstveno-stručni skup posvećen životu i djelu pokojnog Pere Marijanovića.